# 둥산향 (이란현)

둥산 향의 위치

둥산향(한국어: 동산향, 중국어: 冬山鄉, 병음: Dōngshān Xiāng)은 중화민국 이란 현의 향이다. 넓이는 79.8573km2이고, 인구는 2015년 8월 기준으로 53,530명이다.

## 지리
둥산 향은 이란 현의 중앙부에 위치한다.

## 교통
- 타이완 철로관리국 이란 선